# Canzoni contro la natura
| Recensione          | Giudizio |
| ------------------- | -------- |
| OndaRock            |          |
| Rockol              |          |
| SentireAscoltare    |          |
| Storia della musica |          |

Canzoni contro la natura è l'ottavo album discografico del gruppo musicale punk rock Zen Circus, in uscita il 21 gennaio 2014 per La Tempesta Dischi e distribuito da Master Music Piacenza.

## Descrizione
Il disco è stato annunciato nell'ottobre 2013 tramite un post pubblicato su Facebook. Il 26 novembre seguente è stato diffuso su YouTube un teaser trailer attraverso cui il terzetto pisano comunica anche le prime date del tour. Si tratta del terzo album totalmente in lingua italiana per la band, dopo Andate tutti affanculo (2009) e Nati per subire (2011). Il disco è uscito dopo un anno sabbatico per la band, i cui componenti hanno tenuto banco con i progetti solisti (Appino e La notte dei lunghi coltelli) ed hanno calcato i palchi di tutta Italia.
La produzione del disco è stata effettuata dagli stessi componenti del gruppo, senza l'ausilio di un vero produttore discografico e senza nessun fonico. Questa è stata una scelta degli Zen Circus, che sottolineano anche la volontà di "inscatolare nella maniera più fedele possibile l'energia e la naturalezza che si respirano a pieni polmoni" nei live e che raramente hanno "ritrovato" nei dischi..
Nella title track Canzone contro la natura trova posto un "cameo" del poeta Giuseppe Ungaretti: viene infatti proposto un passaggio dell'intervista concessa nel 1965 a Pier Paolo Pasolini per il film-documentario Comizi d'amore, in cui il poeta afferma: "...tutti gli uomini sono, in un certo senso, in contrasto con la natura". Il brano Postumia si riferisce alla via Postumia.
Il primo singolo estratto dall'album è il brano Viva, pubblicato il 16 dicembre 2013. Il videoclip del brano è stato realizzato dal collettivo Sterven Jonger con oltre cento vecchie fotografie che ritraggono gli Zen a partire dalla loro infanzia.
Il 14 gennaio seguente viene pubblicato il secondo singolo Postumia, senza video.
Il terzo singolo e secondo video è Canzone contro la natura, pubblicato il 3 marzo 2014.

## Promozione
Per quanto riguarda la promozione, l'album, è stato presentato il 20 gennaio 2014 presso la Feltrinelli di Bologna e nei giorni seguenti presso quelle di altre importanti città italiane (Milano, Torino, Firenze, Roma e Genova).
A partire dal marzo 2014 il gruppo intraprende un tour.

## Classifiche
Il disco è entrato in classifica FIMI raggiungendo la posizione numero 9.

## Tracce
Testi di Andrea Appino, musiche di Andrea Appino, Gian Paolo Cuccuru, Massimiliano Schiavelli.
1. Viva – 3:36
2. Postumia – 3:30
3. Canzone contro la natura – 5:36
4. Vai vai vai! – 2:32
5. Albero di tiglio – 7:12
6. L'anarchico e il generale – 2:52
7. Mi sono ritrovato vivo – 3:14
8. Dalì – 3:48
9. No Way – 4:16
10. Sestri Levante – 3:52

## Formazione
- Andrea Appino – voce, chitarra, tastiere
- Ufo (Massimiliano Schiavelli) – basso, cori
- Karim Qqru – batteria, percussioni, cori